# Rachad Mahmoudov
Rachad Mahmoudov est un homme politique azerbaïdjanais, membre des Ve et VIe législatures de l'Assemblée nationale d'Azerbaïdjan.

## Biographie
Rachad Mahmoudov est né le 18 janvier 1974 dans la région d'Astara. En 1991-1997, il a fait des études supérieures à la faculté de médecine de l’Université du 9-Septembre.

### Carrière
En 1997-2004, il a travaillé comme chirurgien cardiovasculaire au centre de chirurgie cardiovasculaire de l'Université de l'Égée, République de Turquie, et en 2004-2005, à l'hôpital Kent, République de Turquie.
En 2005-2017, il a dirigé le centre de chirurgie cardiaque et vasculaire de l'hôpital central Neftchilar et en 2017-2018, il a été directeur adjoint du Centre républicain de diagnostic. Depuis 2018, il dirige le centre de recherche et de formation de l’Hôpital Central des Douanes.
Rachad Mahmoudov est vice-président de la commission de la santé de l'Assemblée nationale et membre de la commission des affaires familiales, des femmes et des enfants. Il est membre des groupes de travail sur les relations avec les parlements de la République fédérale d'Allemagne, d'Australie et de Nouvelle-Zélande, de Grande-Bretagne, d'Estonie, d'Irak, d'Italie, d'Ouzbékistan, du Pakistan et de Turquie.
Il est membre de la délégation azerbaïdjanaise auprès de l'Union interparlementaire.

### Famille
Rachad Mahmoudov est marié et a trois enfants.

## Prix
- Médaille de Taraggui
- Médaille du jubilé du 100e anniversaire de la république démocratique d'Azerbaïdjan (1918-2018)[3]